# Udelberg
Der Udelberg ist ein 514 m ü. A. hoher Inselberg inmitten des Alpenrheintals in Vorarlberg. Er ist ein Nebengipfel des Kummenberg und liegt wie dieser auf dem Gemeindegebiet der Gemeinde Koblach direkt an der Grenze zur Gemeinde Götzis.

## Geographie
Der Udelberg grenzt direkt westlich an den Kummenberg und ist wie dieser Teil des Bregenzerwaldgebirge. Vom Kummenberg ist der Udelberg durch einen bewaldeten Einschnitt – die sogenannte Krinnastiege – abgetrennt. Das Ortszentrum von Götzis befindet sich rund 1 Kilometer weiter östlich. Während auf der südlichen Seite der Anstieg eher sanft ausfällt, befindet sich auf der nördlichen Seite eine steile Felskante. Der Udelberg ist Teil des Biotops Kummenberg .

## Besonderheiten
Im Zuge des Baus der Rheintal/Walgau Autobahn A14 wurde der Udelberg im Jahre 1971 in zwei Teile gesprengt. Der Grund war, dass so die Autobahntrasse ohne den Bau eines Tunnels weitergeführt werden konnte. Das dabei angefallene Felsmaterial wurde beim Bau des Autobahnteilstückes zwischen Dornbirn-Nord und Götzis verwendet, der gespaltene Berg ist bis heute eines der markantesten Merkmale an der Autobahnstrecke. Es gab ursprünglich auch Planungen für eine Überbauung der Durchstichstelle mit sechs Ebenen, in der Parkplätze, Tankstellen, Geschäfte, Restaurants, Fitness-Einrichtungen und Dienstleistungsbetriebe Platz finden sollten. Diese Überlegung wurde allerdings nie umgesetzt. Neben der Autobahn verläuft auch eine zweispurige Landstraße mit Gehsteig.

## Trivia
Die Sage vom „Krinnawible“ handelt von einer geisterhaften Frau, die angeblich im Bereich der Krinnastiege (Zwischen Udelberg und Kummenberg) ihr Unwesen trieb.